# Gala (cantora)
Gala Rizzatto (pronúncia italiana: [ˈɡaːla ritˈtsatto]; Milão, 6 de setembro de 1975), conhecida mononimamente como Gala, é uma cantora e compositora pop italiana. Seu álbum de estreia, Come into My Life (1998), incluiu os singles multiplatinados "Freed from Desire", "Let a Boy Cry" e "Come into My Life", que alcançaram o Top 3 nas paradas musicais em toda a Europa, América do Sul, Rússia e Oriente Médio.  Gala já vendeu mais de seis milhões de discos em todo o mundo.
Ela atualmente mora no Brooklyn, Nova Iorque. Depois de uma longa pausa em sua carreira, ela recentemente lançou um single, "Faraway", que esteve entre as cinco músicas mais pedidas na Grécia.

## Discografia

### Álbuns
- (1997) Come into My Life
- (2009) Tough Love
- (2015) Singles V1

### Singles
- "Everyone Has Inside" (1995)
- "Freed from Desire" (1996)
- "Let a Boy Cry" (1997)
- "Come Into My Life" (1997)
- "Suddenly" (1998)
- "Faraway" (2005)
- "I'm the World" (2005)
- "Tough Love" (2009)
- "You and Me" (2009)
- "Lose Yourself in Me" (2012)
- "Taste of me" (2013)
- "The Beautiful"(2014)
- "Happiest Day of My Life"(2018)